# The Railroad Raiders

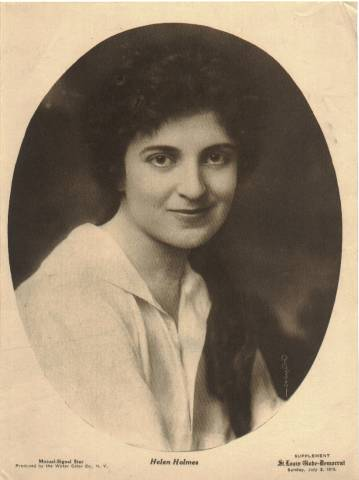
Helen Holmes, atriz do seriado.

The Railroad Raiders é um seriado estadunidense de 1917, dirigido por J. P. McGowan, Paul Hurst e Helen Holmes, em 15 capítulos, categoria ação, e estrelado por Helen Holmes e Leo D. Maloney. Produzido pela Signal Film Corporation e distribuído pela Mutual Film Corporation, veiculou nos cinemas estadunidenses a parttir de 9 de abril de 1917. Foi a última produção da Signal Film Corporation, companhia cinematográfica de Helen Holmes e J. P. McGowan, que logo em seguida entraria em falência, juntamente com a distribuidora, a Mutual Film.
Este seriado é considerado perdido.

## Elenco
- Helen Holmes	 ...	Helen Holmes
- Leo D. Maloney	 ...	Wallace Burke
- William Brunton	 ...	Roy Wilson
- William N. Chapman	 ...	David Holmes / Sam Lowenstein (creditado Will Chapman)
- Thomas G. Lingham	 ...	Morton Webb
- William Buhler	 ...	Homer Frost
- Paul Hurst	 ...	Steve Arnold (creditado Paul C. Hurst)
- Frank Hemphill	 ...	'Buck' Masters (creditado F.L. Hemphill)
- William Behrens	 ...	Tommy Marshall
- J. P. McGowan	 ...	Thomas Desmond
- Marvin Martin	 ...	Tom
- Florence Holmes	 ...	Lady Montrose
- G.H. Wischussen	 ...	Lord Montrose
- Ford Beebe ... capanga (não-creditado)

## Capítulos
1. Circumstantial Evidence
2. A Double Steal
3. Inside Treachery
4. A Race for a Fortune
5. A Woman's Wit
6. The Overland Disaster
7. Mistaken Identity
8. A Knotted Cord
9. A Leap for Life
10. A Watery Grave
11. A Desperate Deed
12. A Fight for a Franchise
13. The Road Wrecker
14. The Trap
15. The Mystery of the Counterfeit Tickets